# 金井芳次
金井 芳次（かない よしじ、1895年1月29日 - 1974年1月2日）は、日本の政治家。日本社会党衆議院議員（1期）。

## 経歴
愛媛県出身。時事新報記者、東京毎夕新聞横浜支局長、横浜市議、神奈川県議、東海商事(株)取締役、日本労働組合同盟神奈川県連会長、日本労働党、日本大衆党、全国労農大衆党各中央委員、神奈川県燃料配給統制組合監事や、社会党神奈川県本部顧問となる。
1946年の第22回衆議院議員総選挙において神奈川県から日本社会党公認で立候補して当選した。衆議院議員を1期務め、次の1947年の第23回衆議院議員総選挙には出馬しなかった。
このほか神奈川県選挙管理委員会委員、六ッ川公民館理事長を務めた。1974年死去。